# 琉球侵攻
琉球侵攻（りゅうきゅうしんこう）は、薩摩藩が1609年に行った、琉球王国に対する軍事行動を指す。対する中山王府は、一貫して和睦を求める方針をとり、全面的な抵抗を試みることはなかった。

## 名称について
この事件については、かつて琉球入、琉球征伐など日本側の同時代史料に基づいた呼称や、これを漢語風に言いかえた征縄役などの呼称が用いられた。当時の元号「慶長」から慶長の役とも呼ばれる（豊臣政権の慶長の役とは別）。
一方、琉球史料『中山世鑑』はこれを己酉の乱と称する。現在の学校教科書や歴史事典等では勝者の立場を正当化する「征伐」の語が使用されることはなく、薩摩島津氏が琉球王国を武力で征服した事実に基づいて、「侵攻」「出兵」「征服」「占領」などの表現が用いられている。
なお、当時の薩摩藩島津氏の軍事的意図は、琉球王国からの奄美奪取にも重きを置いており、藩内では「大島入」と呼んでいた。

## 背景と要因

### 琉球・本土間

#### 南島前史
奄美・琉球と本土との交易は貝の道に知られるとおり古くからあった。時代が下り本土の守護大名や戦国大名が南島交易の実権を掌握しようと目論む。南九州の島津氏7代島津元久は1410年、多数の南方物産を足利将軍に献上している。15世紀後半になると細川氏と大内氏の海外交易を巡る対立から、堺商船は紀伊水道を南下し高知沖を通り南九州を経由して南島に至った。これに対し大内氏は周防灘から東九州沖、南九州を経由して南島へのルートを取り、いずれの勢力も島津勢力圏への寄港や警固依頼をしており、これにより島津氏は朱印状の発給など、本土側からの交易独占権を事実上持つようになった。これに関し1472年に尚円王から僧に持たせた書簡や、1559年に首里天界寺の僧と世名城大屋子を派遣において、琉球側は諒解する旨を伝えている。1516年には備中国の三宅和泉守国秀が琉球に攻め入るため12隻の船団で坊津に入港、これに対し島津氏は交易の独占を侵すものとして幕府の許しを得て三宅の船団を尽く討ち滅ぼしている（ただし、国秀を当時の細川政権が琉球との直接交易に参画するために当時薩摩に来航していた琉球使節と直接交渉するために派遣されたもので、島津氏の動きはむしろ幕府に対する一種の敵対行動であったとする説もある）。以上のように島津義久の代、1570年代以前は、島津氏と琉球は表面的ながらも修好関係を保っていた。
実際の背景としては、琉球王国が成立した15世紀半ば以降、奄美大島群島の交易利権等を巡って、王国と日本との衝突が起きていた。それ以前の15世紀には奄美南部の沖永良部島と与論島は既に王国の支配下に入っており、1466年までには大島、喜界島など奄美群島全域が王国の支配下に入った。（なお、大隅諸島の種子島・屋久島は古代から大隅国の一部であり、トカラ列島はこの時期、薩摩国寄りの日琉両属関係にあった。）
この時期の日本本土は室町末期から戦国時代の真っ最中であり、薩摩・大隅守護の島津氏も本土での戦争に掛り切りであった。しかし、島津義久の三州統一や豊臣秀吉による九州平定、朝鮮出兵、更に関ヶ原の戦いを経て徳川氏の治世に至り、戦国に勇名を轟かせた島津氏も連敗が続き、薩摩藩としての地場固めも兼ねた南進が現実味を帯びてくるようになる。
侵攻の直前の時期である17世紀初頭は、後述の朱印船貿易が始まるが、島津氏が琉球との貿易利権の独占を狙い、琉球王国に対して島津氏の渡航朱印状を帯びない船舶の取締りを要求。王国側がこれを拒否するなど従来の善隣友好関係が崩れて敵対関係へと傾斜しつつあった。ただし、朱印状に関してはそれに違反した船舶を島津氏側が取り締まれていないことからその強制力に疑問が出され、むしろ（島津氏側視点から見た）琉球側の「不実」な対応に対する島津側の反発の産物の域を出ないとする説もある。しかし、その「不実」も琉球王国の独立の実態を認めず琉球を上下関係に見ようとする日本の中世的対外観と琉球王権の安定・強化の流れとの衝突と解することで出来、1571年には尚元王が奄美大島に遠征しているのは後者の表れと考えられる。しかし、島津氏や豊臣政権－江戸幕府は前者の構図に固執し続けたことで摩擦が深刻化していったとみられる。いずれにしろ、その両者の緊張関係が王国への侵攻に至る過程に大きく影響したと考えられている。
なお、琉球侵攻の時点では徳川幕府の鎖国政策は始まっておらず、琉球侵攻の3年後、1612年から段階的に鎖国政策が進められた。

#### 交渉と背景
1588年、時の天下人豊臣秀吉は謁見した島津義弘に対し、天下統一するも琉球だけが臣従の礼を尽くしておらず、このままでは兵を発して琉球を滅ぼす事になると、これを直接的に恫喝する「上意」を発したと言う。その旨は1588年の島津義久から尚永王の書簡に著された。
秀吉はそもそも途絶している日明貿易の再開交渉が難航し拗れた事に業を煮やし明国の征服を決意したとされており、そのためにまず朝鮮を討つべしと文禄・慶長の役（朝鮮役）を企てた。1591年には、朝鮮出兵に際し薩摩と共に軍役負担を琉球に命じ、応じなければまず琉球から攻める等と、秀吉からの書簡で直接かつ明確に恫喝されたのである。これは結局、軍役負担は島津氏が肩代わりし、さらに代替として求められた兵糧米の供出は、王府の苦しい台所事情もあってか要求の半分に留まり、島津に更に借りを作る（つけ入るすきを与える）ことになった。更に窮した王府が明国福建省の役人に窮状を訴え出るも、特に色よい返事はなくただ秀吉を説得せよとの回答だけであった。
実情としては、島津氏が豊臣秀吉から徳川家康・秀忠までの治世における多大な軍役負担、賦役負担のため財政難に喘いでおり立て直しのために琉球王国から奄美を割譲させるとともに琉球貿易の独占的利権を得ようとしており、「嘉吉附庸説」などを持ち出して王国への圧力を強めていた。さらに九州南部の薩摩国、大隅国などの傘下の国人領主に対する貿易統制引き締めや貿易港直轄化に乗り出し体制を整え、王国に対しても日琉間の貿易統制を命じるが、王府側はこれに黙殺を続けたために両者の関係は次第に敵対関係に転じていった。
更に徳川の治世に至ってもなお、朝鮮役後の日明関係修復の使節仲介などを巡って軋轢を生じ、終には島津氏からの最後通牒も王府は黙殺したため、家康・秀忠の許しを得て奄美・琉球侵攻へと乗り出す事になった。なお、最後通牒を含む侵攻直前の遣り取りでは、島津側は三司官（謝名ら）を名指しで非難している。

#### 発端
日本側史料『南聘紀考』によれば、侵攻は次のような経緯（名目）で起こったとされる。
1602年、仙台藩領内に琉球船が漂着したが、徳川家康の命令により、1603年に琉球に送還された。以後、薩摩を介して家康への謝恩使の派遣が繰り返し要求されたが、中山王府は最後までこれに応じなかった。1608年9月には、家康と秀忠が水軍を起こそうとしていると聞いた島津家久が、改めて大慈寺龍雲らを遣わして、尚寧王及び三司官に対し、家康に必ず朝聘するよう諭したが、謝名利山は聴従せず、かえって侮罵に至り、大いに龍雲を辱めた。こうして遂に、琉球征伐の御朱印が、薩摩に下る事となった。このように、同時代の日本側の記録は、本事件の根本的原因を謝名の人格的要因に帰し、これを幕府とその命を受けた島津氏による「琉球征伐」と位置づけている。

### 琉球・本土と近隣国間
日本と明間の貿易は、大内氏の滅亡により1549年に日明貿易が途絶えて以降は商人や倭寇（後期倭寇）による私貿易・密貿易が中心であった。日明間の貿易は朝鮮出兵以降は断絶状態であり、私貿易・密貿易が盛んであった。安土桃山時代（1573年 - 1603年）には南蛮貿易が推奨され、1604年には日本側も倭寇を統率する目的で朱印船貿易を開始。朱印船貿易により東南アジア各地との交易が盛んとなるが、その矢先の出来事であった。
当時琉球王国も南蛮貿易を行いつつ、明にも冊封しており、薩摩の侵攻に対し王府は明に救援を求めた。しかし明は侵攻に関し一切救援を送らないどころか、これを黙殺した。当時の明は実態として、豊臣秀吉の朝鮮出兵による朝鮮半島での日本との戦闘に多大な出費と負担を強いられ国力が疲弊しており、とうてい琉球支援のために渡海遠征を行える状態ではなかった。衰退した明はその後1644年に反乱により滅亡する。
なお、清朝末期に発生した琉球漁民殺害事件でも、日本の副島種臣外務卿が1872年（明治5年）に公式に清に赴き抗議したが、清朝側では「台湾は化外の地であり掌握していない」と表明するなど、明並びに清も、冊封下の支援には消極的だった。

## 軍事侵攻

### 奄美大島へ
薩摩軍は総勢3000人、80余艘であった。大将は樺山久高、副将平田増宗である。1609年2月26日に山川港に集結し、家久の閲兵を受けた後、順風を待って3月4日寅刻に出港した。同日亥刻、口永良部島に着く。6日辰刻に出船し、7日申刻には奄美大島に到着した。
当時の奄美大島は琉球王国の支配下にあったが、大島での戦闘は一切無く、大島の現地首脳（按司）は中山王府を見限り、薩摩に全面的に協力した。
7日申刻に大島深江ヶ浦に着き、8日には周辺を打廻った。薩摩軍は、笠利の蔵元に人衆が集まっていると聞いていたが、そんな人衆はおらず何事もなく終わったという。彼等はことごとく山林に逃げ隠れたため、ようようにして年寄どもを呼び出し、皆々安堵すべき旨を申し聞かせてから帰った。薩摩軍は、しばらく深江ヶ浦に滞在したが、12日には出船し、大和浜を経由して16日には西古見に着く。ここで順風を待ち、20日卯刻に出船し、徳之島に向かった。
中山は3月10日、薩摩軍大島到着の報告を受け、降伏を申し入れるべく天龍寺以文長老を派遣したが、接触すらなかった。以文はどこかに隠れていて薩摩軍と出合わず、後でとがめを受けたとする史料がある。なお、戦闘があったことが記載されている史料もあり、これを支持する研究者もいる。

### 徳之島へ
3月16日、13艘が徳之島へ先行した。これに対し徳之島では一部島民が抵抗したが、速やかに制圧された。
かなぐまには2艘が漂着したが、何事もなかった。湾屋には17日、8艘の薩摩船が漂着した。約1000人がこれを包囲したが、18日、船から降りた薩摩軍が鉄砲を撃ちかけて撃破し50人を殺害した。
秋徳では、薩摩船3艘が到着したところを攻撃されたが、20人から30人を殺害して制圧した。指導者の掟兄弟(兄・佐武良兼、弟・思呉良兼)は棍棒、手下の百姓は竹やりや煮えたぎった粥でもって、果敢に接近戦を挑み、薩摩軍も一時海中に追いこまれる勢いであったが、庄内衆の丹後守が見事な精密狙撃で佐武良兼を射殺した事から形勢が逆転したという。しかし薩摩側も庄内衆が6、7人打臥せられ（生死不明）、七島衆からは6人の死者が出た。
徳之島には与那原親雲上なる王府役人も派遣されていたが、島民を見捨てて山中に隠れているところを発見され、22日に生け捕りになっている。
本隊は20日申刻に秋徳港に到着した。21日、樺山を含む10艘のみが沖永良部島に先発した。残りは22日に山狩りを行った後、順風を待って24日巳刻に出発、同日日没ごろ、奄美大島と沖縄本島の中間地点にあたる沖永良部に到着、樺山と合流し、夜を徹して本島に向かった。

### 本島
3月25日酉刻過ぎ、薩摩軍は沖縄本島北部今帰仁の運天港に到着した。27日には今帰仁城に行ったが、空き屋だったので、方々に放火した。薩摩軍が向かう前に逃げ落ちたという。
薩摩軍が今帰仁に到着すると、王府では西来院菊隠を和睦の使者に選んだ。菊隠は琉球人だが、若くして出家して日本に十数年遊学し、帰国後は首里の円覚寺住職を勤め、この頃は老齢のために退職していた。人選の理由としては、島津三殿と知り合い、日本語に達者との説がある。菊隠は最初は老いの身を理由に断ったが、国王に重ねて召されたため、国恩に報いるべく已むを得ず詔に応じたという。
「行向て無為和睦を申調られよ」との命を奉じた菊隠使節団は、26日辰刻に陸路で出発した。随行の人員には名護親方や喜安などがいた。26日午刻に久良波に着くが、ここで今帰仁までの道は敵で満ちており通れないと聞いた一行は、久良波から漁師の舟を出させて恩納に行った。27日払暁、恩納より船で出発、親泊で一時停泊して、「使者を出して趣意を述べさせる」案を議論していたところ、薩摩船一艘がやって来た。この船に乗り移り今帰仁に着いた。菊隠の趣意について兼篤は、「ただ合戦を止められるべし、進退は宣く乞に随うべし（進退はおっしゃる通りにいたします）」とし、さらに菊隠到着直後に、またまた使僧が到着したことも報告している。運天で決定したのは、那覇で和睦の談合を行うという事であった。この結果、名護親方が人質になった。
29日早朝、菊隠は薩摩船団とともに運天を出港、同日酉刻大湾に着く。菊隠使節団のみすぐ再出港して亥刻に牧港に着いた。そこから徒歩で夜更けに首里城到着。報告を済ませて夜明け頃には那覇に下って待機した。
運天での和睦申し入れを受けて、樺山はことごとく那覇港に行くつもりであったが、ここで那覇港の入り口に鉄鎖が張ってあると聞いた。そこで4月1日、樺山は数人の物主を船で那覇港に向かわせる一方、残りは総て陸に挙げ、1日卯刻、首里への行軍を開始した。この頃、和睦の旨を万が一にも違えじということで、具志頭王子が大湾の沖まで出向いたが、薩摩軍は既に陸地から発向した後だったので虚しく帰った。
薩摩軍は浦添城と龍福寺を焼き払いつつ首里に接近した。情報に基づいて、太平橋に宗徒の侍（むねと。中核となる侍）百余人を配置したところ、会敵には成功したが、雨のように鉄砲を打ちかけられ、城間鎖子親雲上盛増（城間盛久の長男）は被弾してそのまま首を取られ、その他全員は戦意喪失して首里城に逃げ込んで終わった。一方で中山王府の御典医を勤めていた山崎二休なる越前人が、首里城のアザナ(物見台)に立てこもって法元弐右衛門の部隊を撃退した。このような戦闘行動について、小湾浜にいて、那覇首里の様子を聞き合せようとの議定だったが、足軽衆が首里へ差し掛かり、鉄砲を取合い、特に方々に放火したので、計らず軍衆は首里近く差し掛かったとする史料があり、足軽衆が発砲して放火したものの、その他の軍衆については、あくまで仕方なく首里に接近しただけであると薩摩側では主張している。大湾・首里間で「和平を成するに狼藉然るべからず」との下知があった、そのうちいよいよ和議が成ったので諸軍勢は那覇に入った。
4月1日未刻、薩摩船が那覇港に入り、和睦の調があった。列席者は薩摩側：大慈寺、市来織部、村尾笑栖。琉球側：具志頭王子尚宏、西来院（菊隠）、名護、池城安頼、豊美城續、江栖栄真、喜安、津見などであった。するとにわかに「首里で火事だ」と騒がしくなった。「昼なのだから、手あやまりによる火事ではない。敵が攻めてきて火をかけたのだろう」と思われた。止めてくるといって、市来織部と村尾笑栖が首里まで駆け上がり、程なくして静まった。
結局、首里侵入事件は、摂政・具志頭王子と三司官が人質になる事で決着した。実際に彼らが引き渡されたのは2日である。ともあれ、これをもって4月1日、申之刻（午後4時）、那覇に薩摩全軍撤退完了。大規模軍事行動はひとまず終結した。

## 戦後処理
3日、国王下城の前準備として、荷物の持ち出しが行われていた。このとき、浦添親方の子息、真大和、百千代、真かるの三兄弟とその同志、総計20名が、縄をもって首里城を脱走した。直ちに追撃を受け、識名原で討ち取られたが、同時に加治木衆の武将・梅北照存坊を討ち取るという手柄を挙げた。
4日、国王下城。名護親方の屋敷に移った。5日から「城内之荷物御改」すなわち宝物の目録作成が開始された。12 - 13日かかった。16日、崇元寺において、樺山、平田と尚寧王が対面した。5月15日、尚寧王は鹿児島へ出発した。
翌1610年、尚寧は、薩摩藩主島津忠恒と共に江戸へ向かった。途上の駿府で家康に、8月28日に江戸城にて秀忠に謁見した。忠恒は、家康から琉球の支配権を承認されたほか、奄美群島を割譲させ直轄地とした。
1611年、尚寧と三司官は、「琉球は古来島津氏の附庸国である」と述べた起請文に署名させられた。これを拒んだ三司官の一人、謝名利山は斬首されている。また、琉球王国の貿易権管轄などを書いた「掟十五条」を認めさせられ、琉球の貿易は薩摩藩が監督することとなった。以降、尚氏代々の国王と三司官は琉球処分までこれらの義務を継承した。こうして薩摩藩は第二尚氏を存続させながら、那覇に在番奉行所を置いて琉球王国を間接支配するようになる。
以後、中城王子（王世子）の薩摩への上国、および尚氏代々の王は江戸幕府の将軍に、使節（琉球国王の代替り毎に謝恩使・将軍の代替り毎に慶賀使）を江戸上りで派遣する義務を負い、また琉球王国と清との朝貢貿易の実権を薩摩藩が掌握するようになった。薩摩藩の服属国となって通商と技術の伝播を義務付けられたが、清にも朝貢を続けた。薩摩藩は、江戸へも琉球の使節を連れたが、その際の服装は、王国に清帝国使節が来た際に用いる中華風のものを着させた。
また侵攻当時、トカラ列島は薩摩国寄りの日琉両属体制下にあり、奄美群島は琉球王国の支配下にあったが、侵攻後は与論島までの領域が薩摩藩直轄領となった。ただし名目上は王国の一部とされた。なお、正式には1613年（慶長18年）の代官所設置により直轄支配下となる。奄美群島は時代が下る明治維新後の廃藩置県により鹿児島県に、追って1879年（明治12年）4月の太政官通達により大隅国に編入され、日本の領域となる。